# Административно деление на Испания
Административното деление на кралство Испания е уредено в испанската конституция от 1978 г. според която има три нива на териториална организация: (в низходящ ред) автономни области, провинции и общини.

## Автономни области
Автономните области са най-голямата единица и гарантират упражняването на правото на автономия и самоуправление, гарантирано от конституцията на националностите и регионите в член 143 от Конституцията като същевременно се декларира нерушимото единство на испанската нация (член 2). Те представляват силно децентрализирана форма на териториална организация, така че Испания не е федерация  и държавата е по-висша от автономните области. Испанският Конституционен съд нарича този модел на териториална организация „държава от автономии“.
Автономните области са с широка законодателна и изпълнителна независимост, обезпечена от автономно парламентарно и регионално управление и най-общо следват историческите кралства на Иберийския полуостров преди обединението на Испания. Правомощията на отделните области се определят от техния статут на автономност. Има известно разделяне на така наречените исторически области със силна регионална идентичност (Баския, Каталония и Галисия, които са получили статут на автономия по време на Втората испанска република (1931 – 1936). Историческите области имат по-широка автономност, включително контрол върху местните избори. Още докато се пише конституцията, Андалусия също започва да иска самоуправление, което води до нейното признаване за историческа област. В крайна сметка правото за самоуправление е разширено и важи за всеки регион, който го поиска.
Окончателното оформяне на автономните области се извършва в периода 1979 – 1983, като още четири области се самодефинират като „националности“, но получаването на автономия при тях следва по-дълга процедура.
Към 1983 са провъзгласени 17 на брой автономни области. Най-големият регион по територия е Кастилия и Леон, а най-малкият – Балеарските острови. С най-много население е Андалусия, а с най-малко е Ла Риоха. Освен това през 1995 градовете Сеута и Мелиля в Северна Африка са провъзгласени за автономни испански градове (ciudades autónomas).

## Провинции
Някои от автономните области включват по-малки единици – провинции (provincias) – а седем се състоят от само една провинция – Астурия, Кантабрия, Навара, Ла Риоха, Мадрид, Мурсия и Балеарските острови. Общият брой на провинциите в Испания е 50.

## Общини
Най-ниската административна единица в Испания е общината (municipio), като техният брой е 8111. Исторически, някои региони са разделени на комарки (comarcas), които имат различен произход и значение в отделните региони, като в Каталония представляват историческите графства.